# Wahlwiller

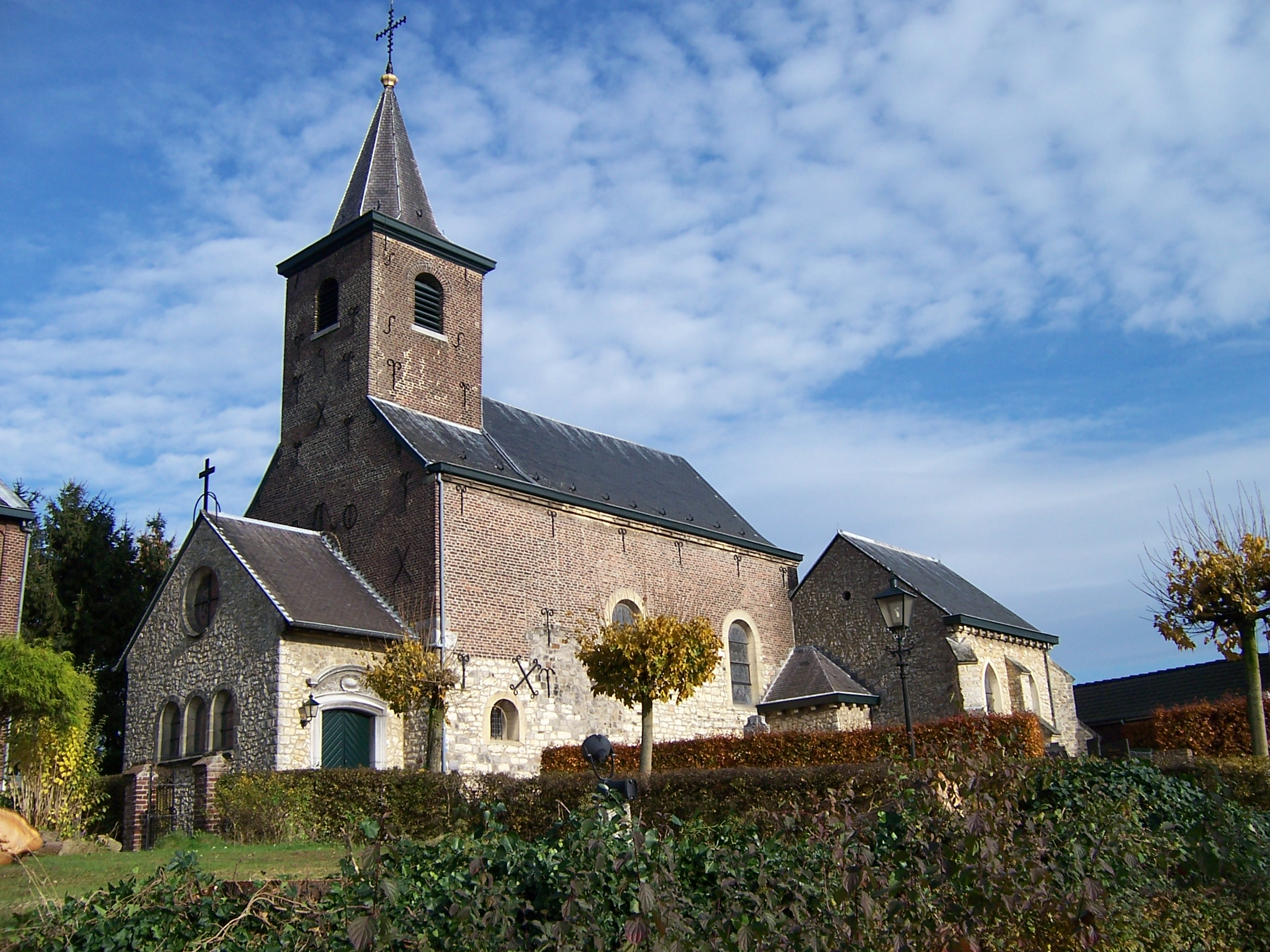
Cunibertuskerk van Wahlwiller

Wahlwiller (Limburgs: Wilder) is een dorp in het zuiden van de Nederlandse provincie Limburg. Het dorp hoort tot de gemeente Gulpen-Wittem en heeft ongeveer 170 huizen en (in 2015) 400 inwoners.
Aan de noordzijde van het dorp ligt de Kruisberg en aan de andere zijde van deze heuvel ligt het dorpje Eys.

## Etymologie
De naam 'Willer' komt van het Oud-Germaanse woord 'wiler', dat net als het Duitse woord 'Weiler' gehucht of hofstede betekent. In de 14e eeuw wordt het dorp vermeld als Waelwilre, Wailwilre en Walwilre, het voorvoegsel in de zin van Waals of Romaans sprekend.

## Geschiedenis
Het dorp Wahlwiller is gelegen ten zuiden van de Selzerbeek en is ontstaan aan de oude hoofdweg van Maastricht via Gulpen naar Aken. Aan de noordkant van deze weg (Oude Baan) staat de kerk. Ten oosten van het dorp ligt de herenhoeve Lanterne die al in de 14e eeuw wordt genoemd als eigendom van de heren van Wittem. Aan de andere kant van het dorp stond de hoeve Leyenhof met een 16e-eeuws woonhuis. De hoeve is in 1890 door brand verwoest.
Wahlwiller was in de 13e eeuw een erfgoed van de hertogen van Limburg. In 1288 (Slag bij Woeringen) kwam het in handen van de hertog van Brabant. In 1354 werd Wahlwiller aan de heren van Wittem geschonken. Sindsdien hoorde Wahlwiller tot de heerlijkheid Wittem.
Tot 1802 behoorde Wahlwiller tot de parochie van Eys, daarna tot die van Mechelen en vanaf 1835 was het een zelfstandige parochie.
Tussen 1922 en 1938 was er een halte van de tramlijn Maastricht-Vaals in Wahlwiller.

## Sint-Cunnibertuskerk
De Sint-Cunnibertuskerk stamt ten dele uit de 12e eeuw. De kerk is in het bijzonder bekend om de muurschilderingen en kruiswegstaties van Aad de Haas (1920-1972). De kruiswegstaties, die hij voltooide in 1947, werden aanleiding voor een hoogoplopend conflict. Ze vielen niet in de smaak van de bisschop van Roermond, die in 1949 verwijdering verordonneerde. Pas in 1981 kwamen ze weer terug in de Sint-Cunibertuskerk.
Kerk en schilderingen zijn op afspraak te bezichtigen.

## Bezienswaardigheden
- De Sint-Cunnibertuskerk is gewijd aan de heilige Kunibert van Keulen.
- Het Arnold Janssenklooster is een klooster en bezinningscentrum van de Missiezusters Dienaressen van de Heilige Geest, gebouwd in 1950.
- Enkele boerderijen met vakwerk, zoals Vrijthof 5 (18e eeuw); Oude Baan 32-34 (U-vormige vakwerkhoeve; 18e eeuw); Oude Baan 45 of Hoeve Lanterne door Mathias Soiron, van 1813.

Zie ook
- Lijst van rijksmonumenten in Wahlwiller

## Natuur en landschap
Wahlwiller ligt in het Selzerbeekdal op een hoogte van ongeveer 120 meter, tussen het Plateau van Vaals en het Plateau van Bocholtz. Vooral in noordelijke richting is er een steile helling, naar de Kruisberg met enkele holle wegen. langs de noordrand van het dorp stroomt de Selzerbeek.

## Nabijgelegen kernen
Nijswiller, Partij, Eys, Mechelen, Vijlen

## Externe link

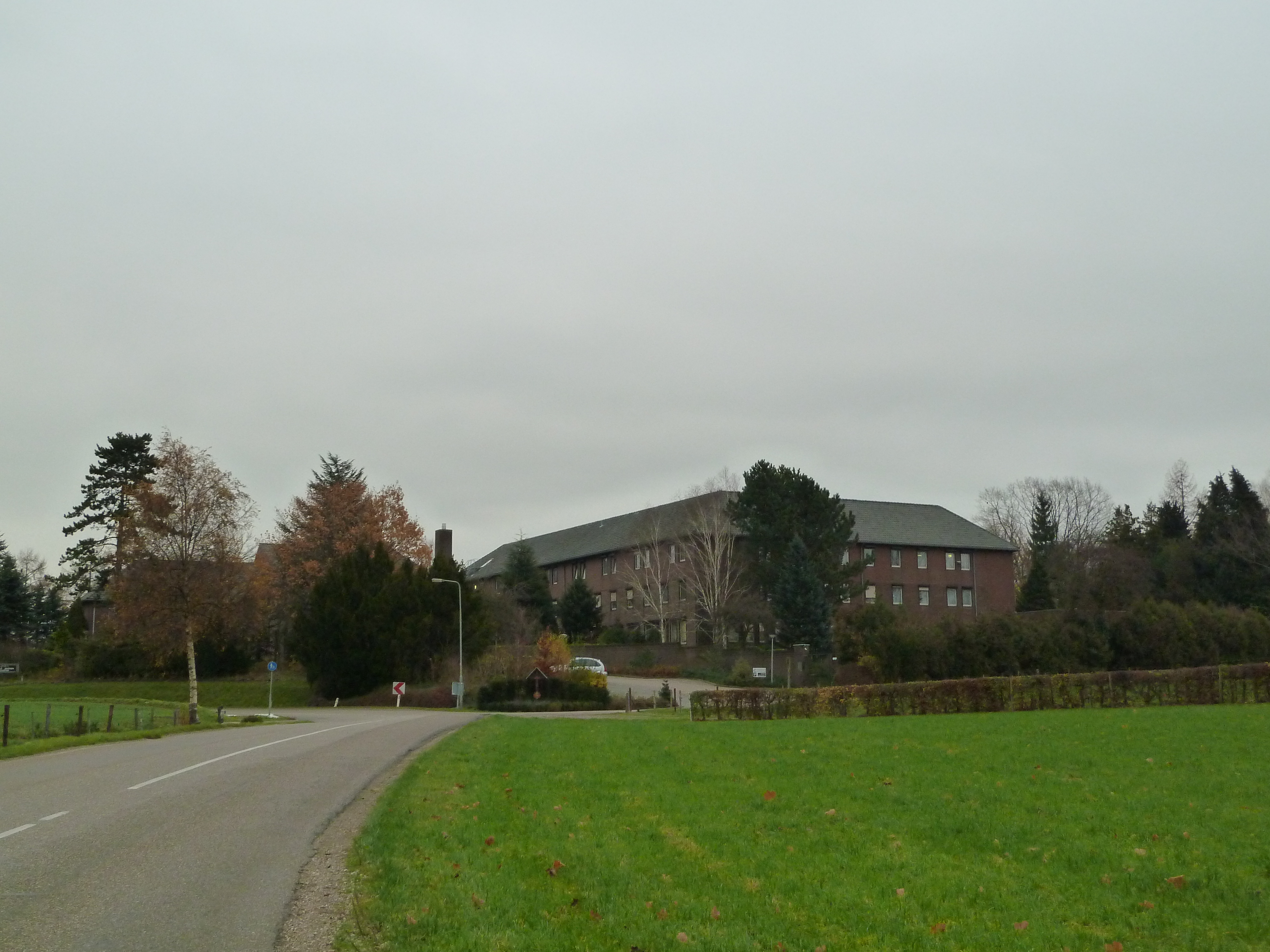
Arnold Janssen Klooster te Wahlwiller
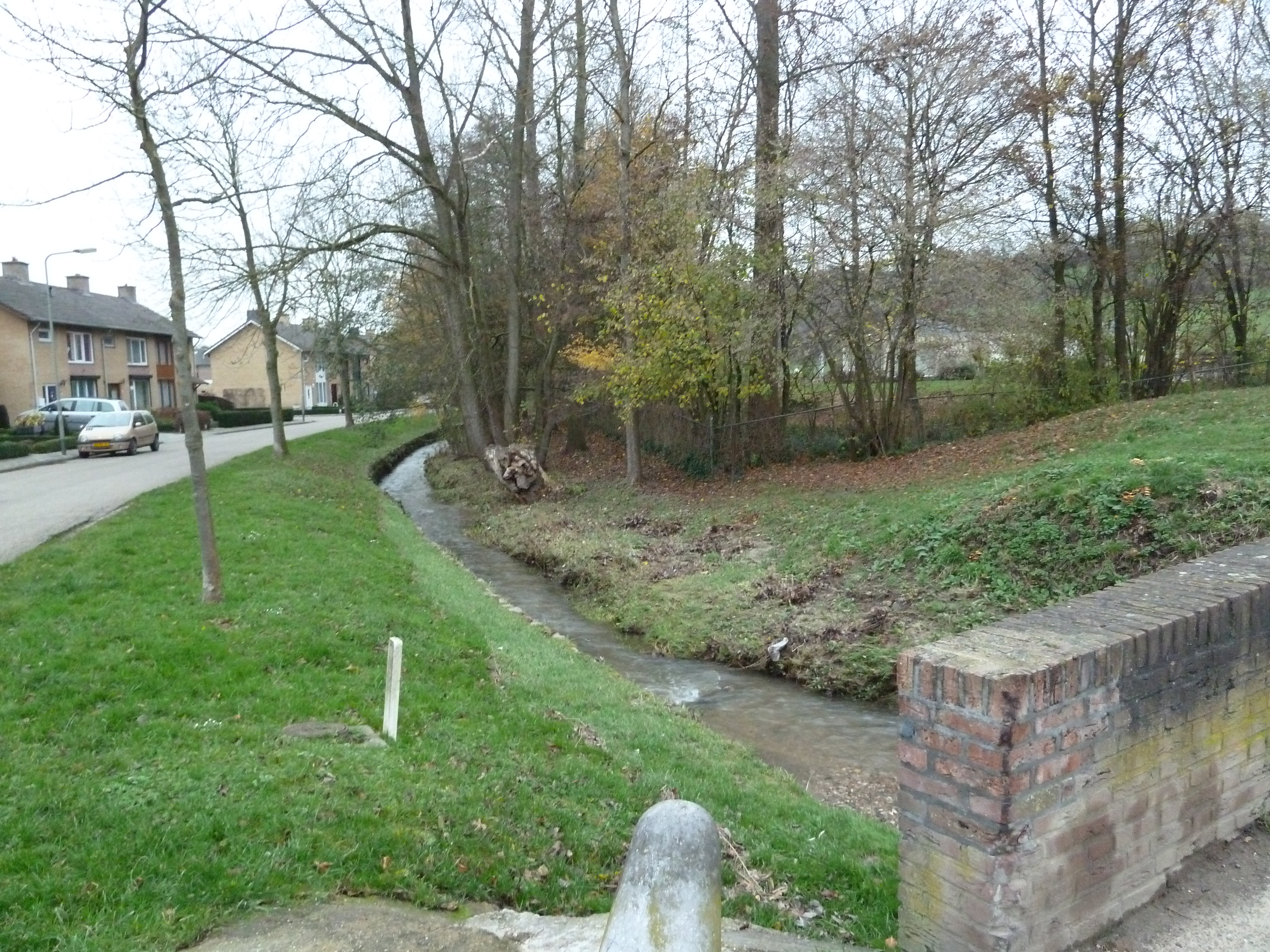
Selzerbeek in Wahlwiller
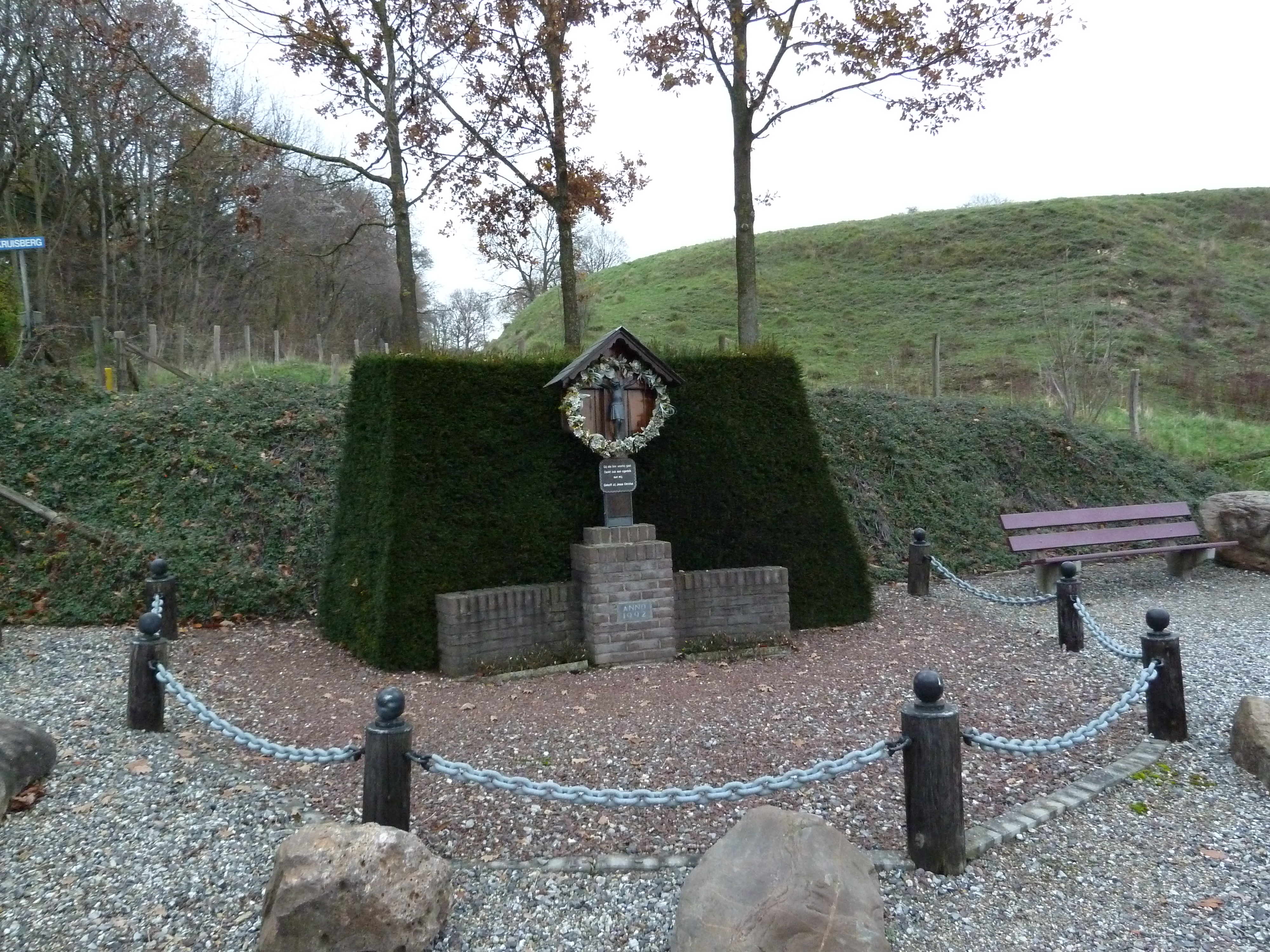
Wegkruis aan de Botterweck